# Alekos Alawanos
Alekos (Aleksandros) Alawanos, gr. Αλέκος Αλαβάνος (ur. 22 maja 1950 w Atenach) – grecki polityk, ekonomista, działacz komunistyczny, poseł do Parlamentu Europejskiego I, II, III, IV i V kadencji (1981–2004), były lider partii Sinaspismos.

## Życiorys
Z wykształcenia ekonomista, absolwent Uniwersytetu w Atenach. W okresie dyktatury pułkowników działał w opozycyjnych ruchach studenckich, był w tym okresie krótko więziony.
W 1981 został posłem do Parlamentu Europejskiego z ramienia Komunistycznej Partii Grecji. W 1984, 1989, 1994 i 1999 uzyskiwał ponownie mandat eurodeputowanego jako kandydat ugrupowania Sinaspismos. W PE był m.in. przewodniczącym grupy Unii Lewicowej (1991–1992), wiceprzewodniczącym frakcji komunistycznej (1994–1999), pracował m.in. w Komisji Kultury, Młodzieży, Edukacji, Mediów i Sportu. Ustąpił przed końcem V kadencji.
W 2004 został przewodniczącym Sinaspismos (był jednym z założycieli tego ugrupowania na początku lat 90.), funkcję tę pełnił przez cztery lata. W tym samym roku został deputowanym do Parlamentu Hellenów, w którym zasiadał przez dwie kadencje (do 2009) jako przedstawiciel koalicji Radykalna Lewica (Syriza).
Krewny polityka Lefterisa Nikolau-Alawanosa